# Maquinista

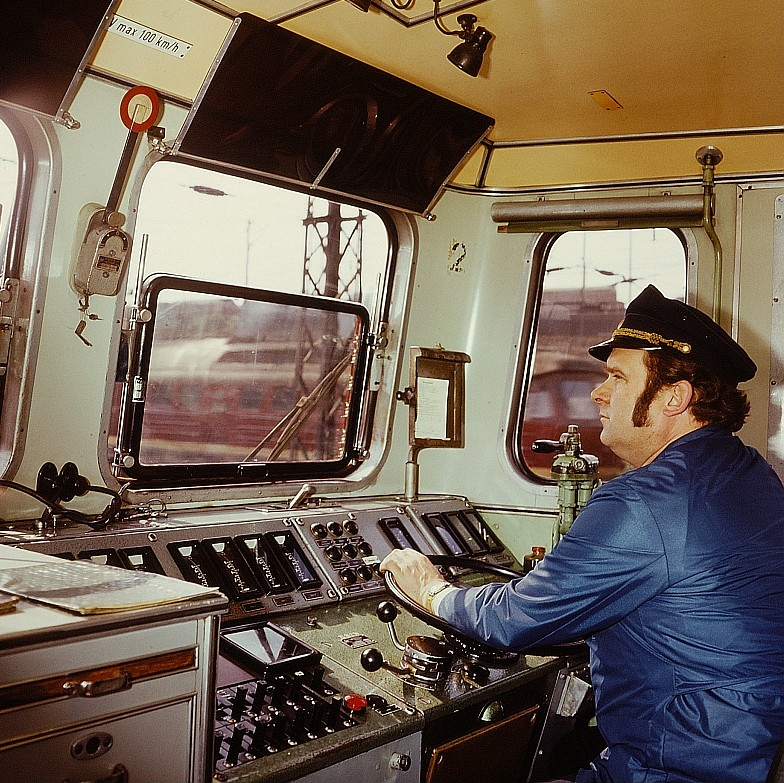
Maquinista

Maquinista és la persona encarregada de controlar la velocitat i frenada, així com el tancament i obertura de portes, sistemes de bord d'una locomotora, unitat tren, automotor, i per tant, qualsevol vehicle ferroviari.
En l'època del vapor formava parella indispensable amb un fogoner; estaven al càrrec d'una locomotora de manera continuada. Amb la desaparició de la tracció a vapor, la figura del fogoner desapareix, sent reemplaçat per la de l'ajudant de maquinista. Durant molts anys els maquinistes exerceixen les seves funcions amb l'ajudant, sent est un pas previ per convertir-se en maquinista. No obstant això, des de 2001, amb la llei que entra en vigor sobre l'agent únic, els maquinistes passen a realitzar el seu treball en solitari, i la figura de l'ajudant desapareix per complet.
El treball del maquinista es desenvolupa essencialment en les cabines de conducció del material ferroviari, encara que també pot desenvolupar-ho en terra, com a suport als seus companys. Necessita estar habilitat i haver passat un examen d'habilitació de la locomotora o vehicle ferroviari que operi, així com de les línies per les quals circula, i renovar tots dos cada cert temps. El seu ofici consisteix a transportar als viatgers de manera segura dins d'un espai de temps raonable que ve determinat pels horaris, i sempre conformement al Reglament General de Circulació (RGC) i a la resta de consignes normatives que complementen a la norma. En condicions normals, sobretot en Mercaderies i Llarga Distància, passa algun temps fora del seu domicili i ha d'exercir les seves funcions 365 dies a l'any, i 24 hores al dia.[cita 

## Maquinistes ferroviaris a Espanya
El Reglament General de Circulació (RGC) d'Espanya defineix al maquinista com: l'agent que té al seu càrrec la conducció d'un vehicle de qualsevol classe i el compliment de les normes reglamentàries que li corresponguin. En plena via, exerceix el comandament de tot el personal del tren, excepte als trens de proves.

## Maquinista naval
Maquinista naval és el destinat al manteniment, reparacions i preparatius perquè un vaixell pugui realitzar les seves activitats marítimes sense problemes motrius, en altres paraules, s'encarrega de labors de manteniment de la maquinària de la pròpiament cridada "sala de màquines" i "sistemes auxiliars" d'un vaixell.